# 알 문디르
알 문디르(Al-Mundhir, المنذر بن محمد بن عبدالرحمن, 842년 경 ~ 888년)는 886년부터 888년까지의 코르도바 토후국의 아미르였다. 알안달루스(무어인 이베리아반도) 우마이야가의 일원이었다.
스페인 코르도바 태생이다. 부친의 재임 기간 중 주변 기독교 왕국들과 물라디 저항 지역들에 대한 군사 작전을 지휘했다.